# Andrew Davis

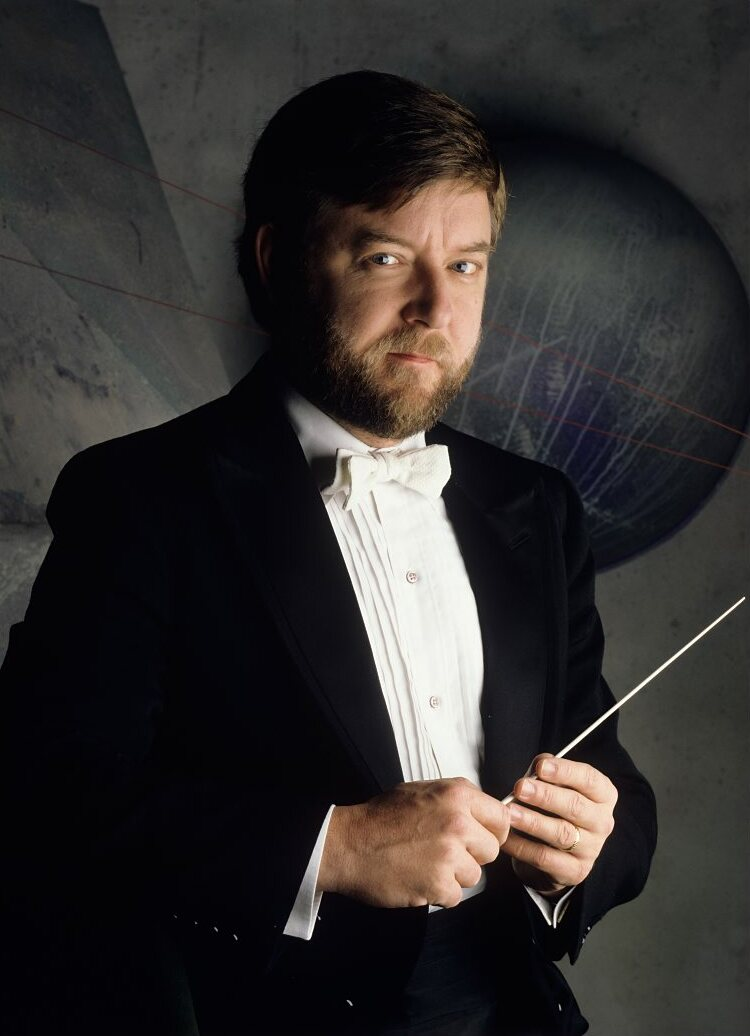
Andrew Davis

Andrew Frank Davis CBE (Ashridge (Hertfordshire), 2 februari 1944 — Chicago, 20 april 2024) was een Brits dirigent.
Davis studeerde aan het Royal College of Music, aan King's College, Cambridge en in Rome bij Franco Ferrara.
Zijn eerste belangrijke post als dirigent was die van het BBC Scottish Symphony Orchestra vanaf 1970. In 1975 werd hij de eerste dirigent van het Toronto Symphony Orchestra. Hij bleef Laureaat Dirigent toen hij die functie in 1988 neerlegde.
In 1988 werd hij eerste dirigent van het Glyndebourne, waar hij zijn latere echtgenote Gianna Rolandi ontmoette. Davis keerde terug in 1989 naar de BBC waar hij eerste dirigent werd van het BBC Symphony Orchestra tot 2000.
Koningin Elizabeth II benoemde Davis in mei 1992 tot commandeur in de Orde van het Britse Rijk, en in januari 1999 benoemde zij hem tot ridder.
In 2000 werd Davis eerste dirigent van de Lyric Opera of Chicago. In 2005 werd hij voor een periode van drie jaar muzikaal adviseur van het Pittsburgh Symphony Orchestra, samen met Marek Janowski en Yan Pascal Tortelier. In oktober 2007 kwamen het PSO en Davis overeen de samenwerking te beëindigen vanwege zijn drukke schema.
Davis had een uitgebreid repertoire met een belangrijke rol voor de eigentijdse Britse muziek. Hij had een goede band met Michael Tippett en dirigeerde de Britse première van diens oratorium The Mask of Time. Hij zorgde er ook voor dat Tippetts opera The Midsummer Marriage in 2005 bij de Lyric Opera of Chicago werd opgevoerd. Zijn opname, samen met Martyn Brabbins, van Harrison Birtwistles opera, The Mask of Orpheus (1997) kreeg veel waardering.
Davis overleed op 20 april 2024 op 80-jarige leeftijd aan leukemie.